# Religião na Romênia
A Romênia é um Estado laico e não tem uma religião oficial. No entanto, uma esmagadora maioria dos cidadãos do país é cristã; 86,7% da população do país é identificada como pertencente à Igreja Ortodoxa segundo censo de 2002. Outras denominações cristãs incluem o Catolicismo Romano (4,7%), o Calvinismo (3,7%), denomina ações pentecostais (1,5%) a Igreja Greco-Católica (0,9%). Historicamente, a Romênia também tem uma significativa minoria muçulmana concentrada em Dobrogea, em sua maioria de etnia turca, constituindo uma comunidade com aproximadamente 67500 pessoas. Com base nos dados do censo de 2002, existem cerca de 3.519 judeus e 23105 pessoas que não têm qualquer religião ou são ateus.

## Ortodoxia Oriental
A ortodoxia é a maior denominação religiosa na Romênia, com 18.817.975 pessoas de acordo com o censo de 2002, ou 86,7% da população. A taxa de frequência à igreja, no entanto, é significativamente mais baixa; de acordo com uma pesquisa entre setembro e outubro de 2007, com relação a frequência à igreja há quatro categorias na Romênia (percentagens em relação à população geral): 38% vão à igreja várias vezes por mês (dos quais 7% vão semanalmente ou mais frequentemente), 20% vão à igreja na média mensal, 33% vão somente uma ou duas vezes por ano e 7% não a frequentam.

## Catolicismo romano
Segundo o Censo 2002, existem 1.028.401 católicos romanos na Roménia, perfazendo 4,7% da população. A maioria dos católicos são de etnia húngara, embora haja também mais de 300.000 católicos romenos étnicos, principalmente em Transilvânia.

## Catolicismo grego
Segundo o Censo 2002, existem 191.556 católicos gregos, na Roménia, perfazendo 0,88% da população. A maioria dos greco-católicos vivem na parte norte da Transilvânia.
Segundo as informações, válido para o final de 2003, dada em 2005, existem 737.900 seguidores da Igreja greco-católica, muitos bispos, aproximadamente 716 sacerdotes diocesanos e 347 seminaristas do seu próprio rito. A disputa sobre o valor está incluído no relatório sobre a liberdade religiosa, na Roménia. A Igreja Ortodoxa na Romênia continua a ceifar muitas das propriedades dos Igreja greco-romana.

## Protestantismo
Segundo o Censo de 2002, os protestantes representam 5,2% da população total.

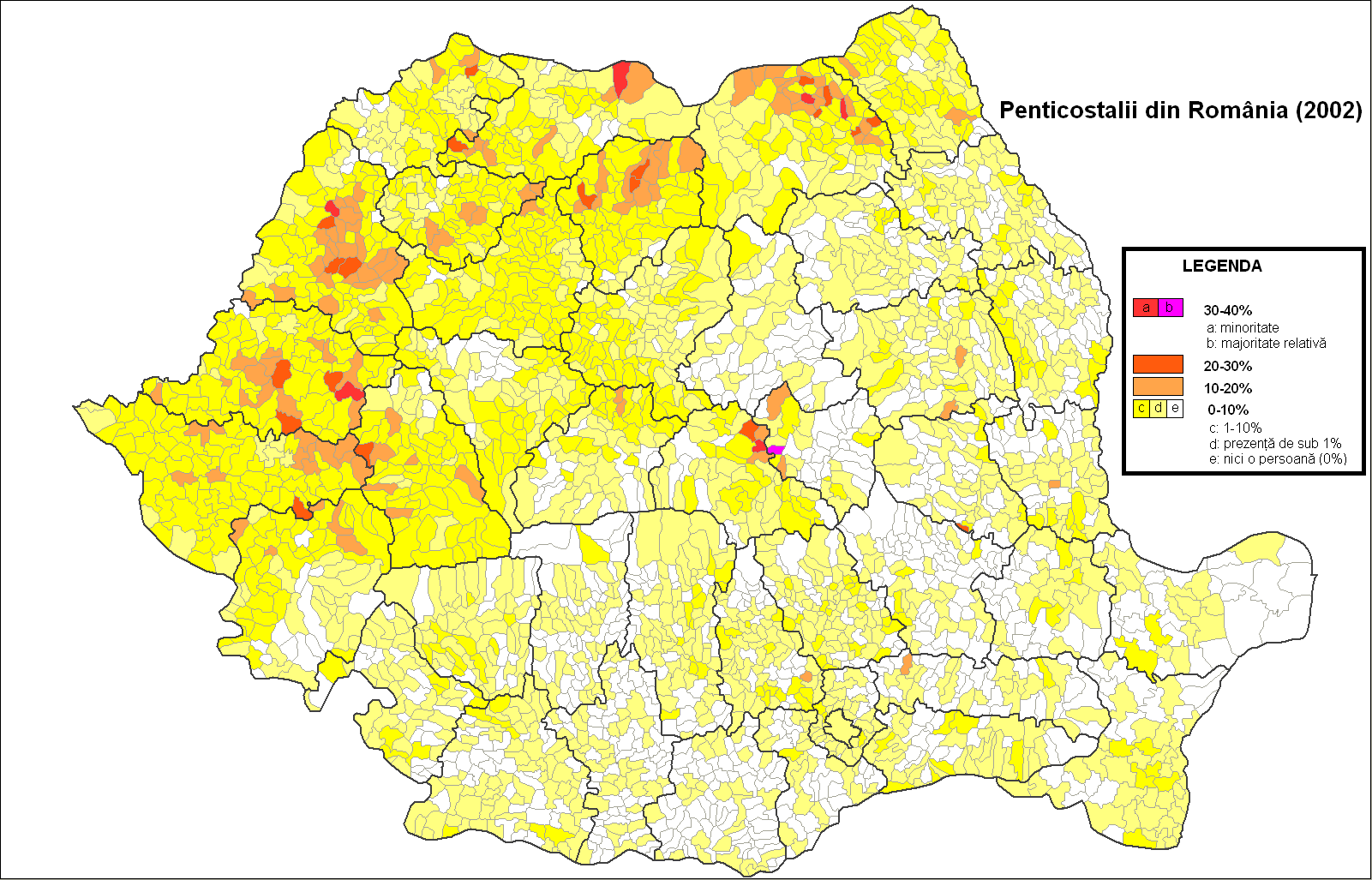
Pentecostais na Romênia (2002)

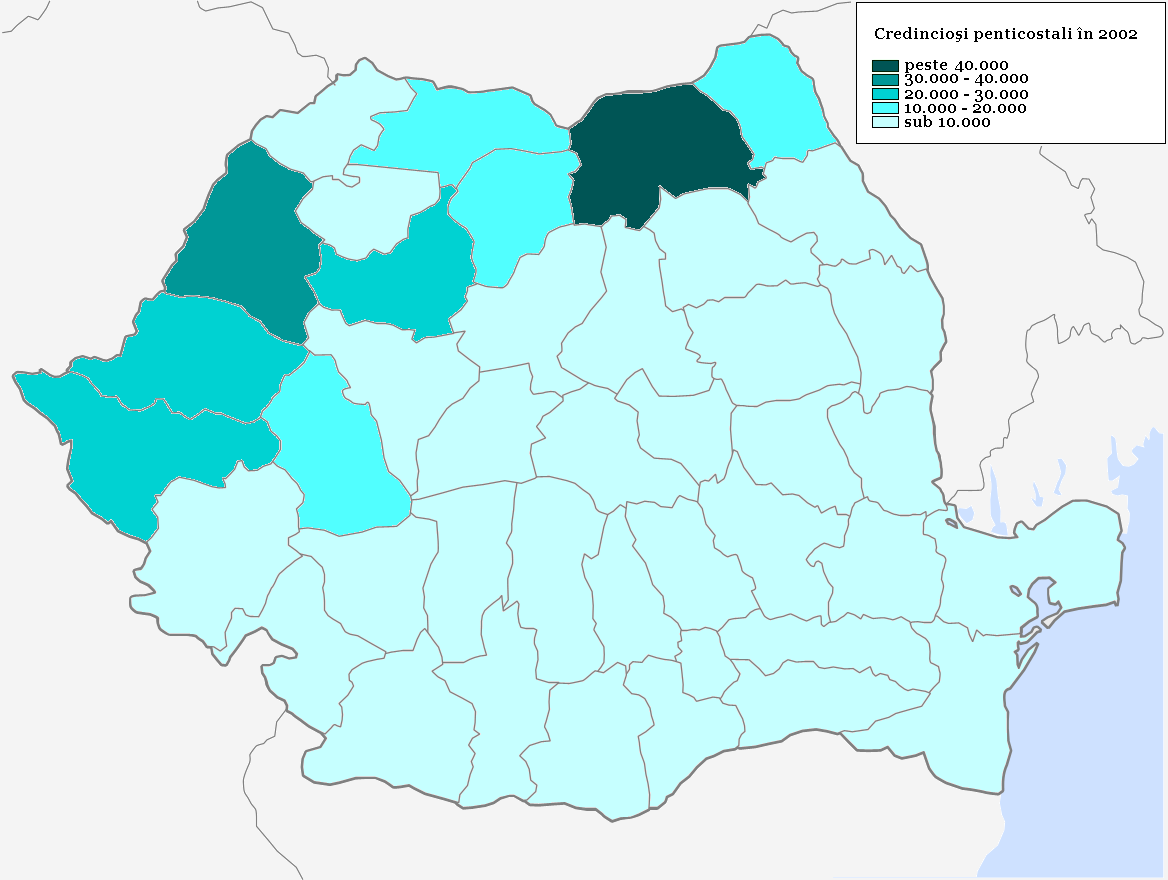
Pentecostais na Romênia, os números absolutos (censo 2002)

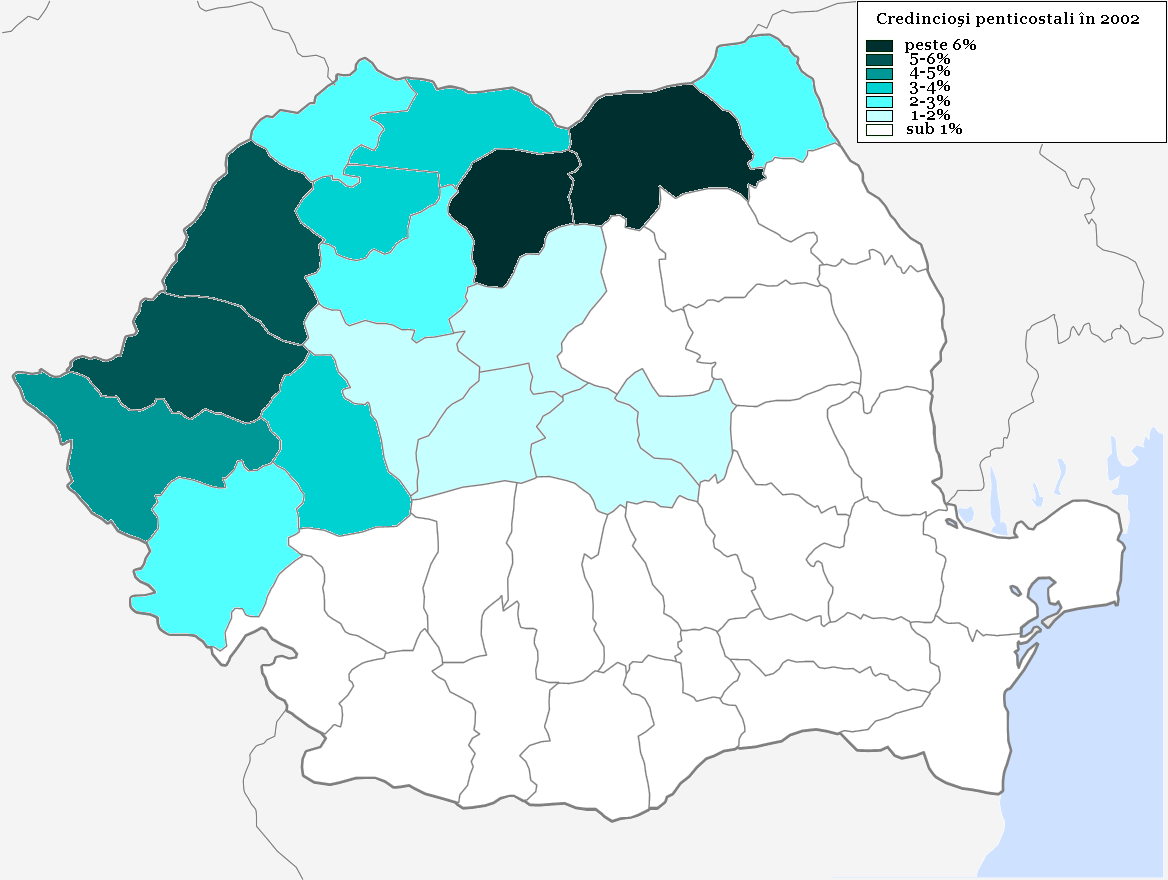
Pentecostais na Romênia por porcentagem (censo 2002)

### União Pentecostal da Romênia
A chamada em Língua romena de Uniunea penticostala din România, este é o quarto maior grupo religioso romeno e uma das suas dezoito denominações religiosas oficialmente reconhecidas. No censo de 2002, 330.486 romenos (1,5% da população) declararam-se pentecostais; etnicamente, eles eram 85,2% romenos, 10,6% ciganos, 1,9% ucranianos, 1,8% húngaros e 0,5% pertenciam a outros grupos. Eles possuem 1.343 igrejas, 7.879 filiados e 354 pastores, juntamente com forte liderança leiga. A denominação originada no início dos anos 1920, é dirigida por uma liderança central, e dividida em nove comunidades regionais: Arad, Braşov, Bucareste, Cluj-Napoca, Constança, Oradea, Oltenia -Argeş (Craiova), Maramureş - Sătmar (Baia Mare) e Suceava.  A membresia está concentrada em Crişana, Banat e norte da Moldávia.

#### História Demográfica
| Ano  | Número  |
| 1922 | 20]     |
| 1945 | 15,000  |
| 1950 | 30,000  |
| 1956 | 54,000  |
| 1976 | 100,000 |
| 1982 | 150,000 |
| 1989 | 170,000 |
| 1992 | 219,151 |
| 2002 | 330,486 |
| 2008 | 500,000 |

## Islamismo

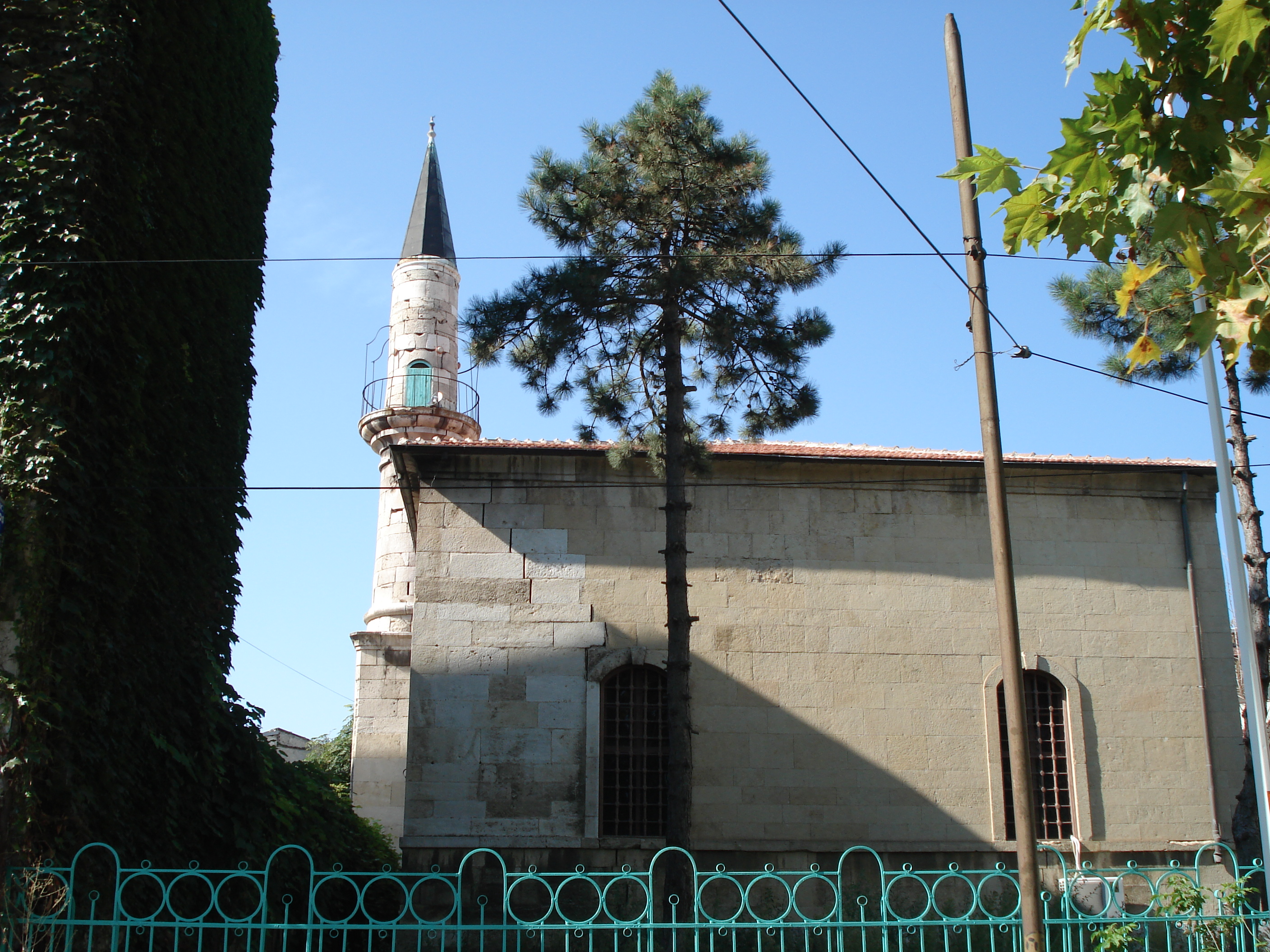
Uma mesquita em Constanta construída pelo sultão Otomano, Abdulazize

Embora o número de adeptos do Islão seja relativamente pequeno, o Islã tem uma tradição de 700 anos na Romênia, em especial a Dobruja do Norte, uma região da costa do Mar Negro que fez parte do Império Otomano durante quase cinco séculos (1420-1878). Segundo o censo de 2002, 67.566 pessoas, aproximadamente 0,3% da população total, indicaram que a sua religião era o islamismo.